# 溪松鼠
溪松鼠（Rheithrosciurus macrotis）又稱婆羅州地鼠，或稱婆羅洲地松鼠，是松鼠科（Sciuridae）溪松鼠屬中的一種，也是溪松鼠屬（Rheithrosciurus）下的唯一

物種，分布於印尼與馬來西亞